# Jerry Chesnut
Jerry Chesnut (Loyal, Harlan County, 7 mei 1931 - Nashville, 15 december 2018) was een Amerikaans songwriter. Bekende hits uit zijn pen waren bijvoorbeeld Good year for the roses door George Jones en later door Elvis Costello en T-R-O-U-B-L-E van Elvis Presley. In 1969/1970 deed hij een vergeefse poging om ook zelf door te breken als zanger.

## Biografie
Chesnut werd geboren in het oosten van Kentucky. Hij groeide hier op verschillende plaatsen op omdat zijn vader werkte op de kolenmijngronden. Hij diende in het leger in de Koreaanse Oorlog en ging vervolgens voor de spoorwegen aan het werk in Florida. In deze tijd schreef hij al af en toe een lied. In 1958 vertrok hij naar Nashville met het doel om als songwriter van zijn hobby zijn beroep te maken.
Het duurde echter nog verscheidene jaren waarin het succes uitbleef totdat Del Reeves in 1967 zijn lied A dime at a time opnam. Reeves had er een nummer 12-hit mee in de Hot Country Songs van Billboard. In 1968 bracht Reeves nog twee nummers van hem uit die beide de top 5 behaalden, namelijk Looking at the world through a windshield en Good time Charlie. Ook begonnen andere bekende artiesten zijn werk op de plaat te zetten, zoals Roy Drusky met Weakness in a man (1967), Dolly Parton en Porter Wagoner met Holding on to nothin' (1968) en George Jones met If not for you (1969). In 1972 behaalde Faron Young de enige een nummer 1-hit in de Hot Country Songs voor Chesnut met het nummer It's four in the morning.
In 1969 wist hij zijn successen om te zetten naar een platencontract bij United Artists. In twee jaar tijd bracht hij verschillende singles uit, maar bereikte daar geen succes mee. Vervolgens pakte hij weer de pen op om voor andere artiesten te schrijven.
Vervolgens kwam hij met het lied Good year for the roses voor George Jones. Het werd niet alleen een grote hit voor Jones, met een nummer 2-notering in de countryhitlijst, maar ook een hit voor Elvis Costello in 1981. Ook verschillende andere artiesten coverden het nummer erna, zoals in Nederland bijvoorbeeld Toni Willé (voorheen Pussycat) op een single in 1989 en Piet Veerman (voorheen The Cats) op het album In between in 1992. Elvis Presley had een hit met zijn lied T-R-O-U-B-L-E in 1975, niet te verwarren met Presley's lied Trouble uit 1958. Net als verschillende andere liedjes van Chesnut werd ook dit nummer een groot aantal malen gecoverd, en werd het nogmaals een hit in de uitvoering van Travis Tritt in 1993.
Een greep uit de andere artiesten die zijn werk uitbrachten, is: Johnny Cash, Tammy Wynette, Loretta Lynn, Bonnie Tyler en de Counting Crows. Chesnut werd door het magazine Billboard uitgeroepen tot Songwriter van het jaar 1972. Verder werd hij opgenomen in de Nashville Songwriters Hall of Fame (1996) en de Kentucky Music Hall of Fame (2004).
Op 15 december 2018 overleed Chesnut op 87-jarige leeftijd in Nashville (Tennessee). Hij is begraven aan Woodlawn Memorial Park Cemetery in Nashville tussen andere sterren uit de countrymuziek.
- Library of Congress Control Number: no2018076338
- MusicBrainz: 940e6239-dc64-4cc5-9227-cf641b358d3b
- Virtual International Authority File: 1092152865643004940002
- WorldCat: E39PBJxxjhwVXMxGMhmtH6mWXd